# Distretto di Franklin (Nuova Zelanda)
Il distretto di Franklin è un'autorità territoriale dell'Isola del Nord, in Nuova Zelanda. Esso è diviso fra due regioni, quella di Auckland e quella di Waikato. La sede del Consiglio distrettuale si trova nella città di Pukekohe.
Fondamentalmente si tratta di un distretto rurale, la cui economia si basa sull'agricoltura, anche se vi è presente la sede della New Zealand Steel, una delle più grandi aziende neozelandesi per la produzione dell'acciaio.
Il Distretto confina a nord con l'area metropolitana di Auckland, mentre ad ovest si affaccia sul Mar di Tasman.